# Краснодарский (Луганская область)
Краснодарский (укр. Краснодарський) — посёлок, относится к Краснодонскому городскому совету Луганской области. Под контролем самопровозглашённой Луганской Народной Республики.

## Географическое положение
Посёлок расположен на правом берегу реки под названием Большая Каменка, по руслу которой проходит граница между Россией и Украиной. На другом берегу Большой Каменки расположен российский город Донецк, примыкающий к посёлку с севера. Ближайшие населённые пункты: сёла Власовка и Верхнегарасимовка (выше по течению Большой Каменки) на юго-западе, Нижняя Гарасимовка (ниже по течению Большой Каменки) на северо-востоке, Никишовка на юге.

## История
11 июня 1959 года Краснодарский получил статус рабочего посёлка..
В январе 1989 года численность населения составляла 540 человек.
По переписи 2001 года население составляло 412 человек.
На 1 января 2013 года численность населения составляла 336 человек.
С весны 2014 года — под контролем самопровозглашённой Луганской Народной Республики.

## Местный совет
94443, Луганская обл., Краснодонский городской совет, пгт Изварино, ул. Ленина, 23.